# Desa Karangsalam (administrativ by i Indonesien, lat -7,49, long 109,37)
Desa Karangsalam är en administrativ by i Indonesien.   Den ligger i provinsen Jawa Tengah, i den västra delen av landet, 300 km sydost om huvudstaden Jakarta.